# Exetastes dichrous
Exetastes dichrous är en stekelart som beskrevs av Joseph Augustine Cushman 1937. Exetastes dichrous ingår i släktet Exetastes och familjen brokparasitsteklar. Inga underarter finns listade i Catalogue of Life.